# Downsizing (mécanique)
Pour les articles homonymes, voir Downsizing.
En mécanique automobile le terme anglais downsizing (signifiant « réduction de taille ») est utilisé pour désigner un ensemble de procédés visant à réduire la cylindrée d'un moteur sans en dégrader les performances tout en améliorant le ratio puissance/litre pour en diminuer la consommation de carburant et les émissions toxiques.

## Technique

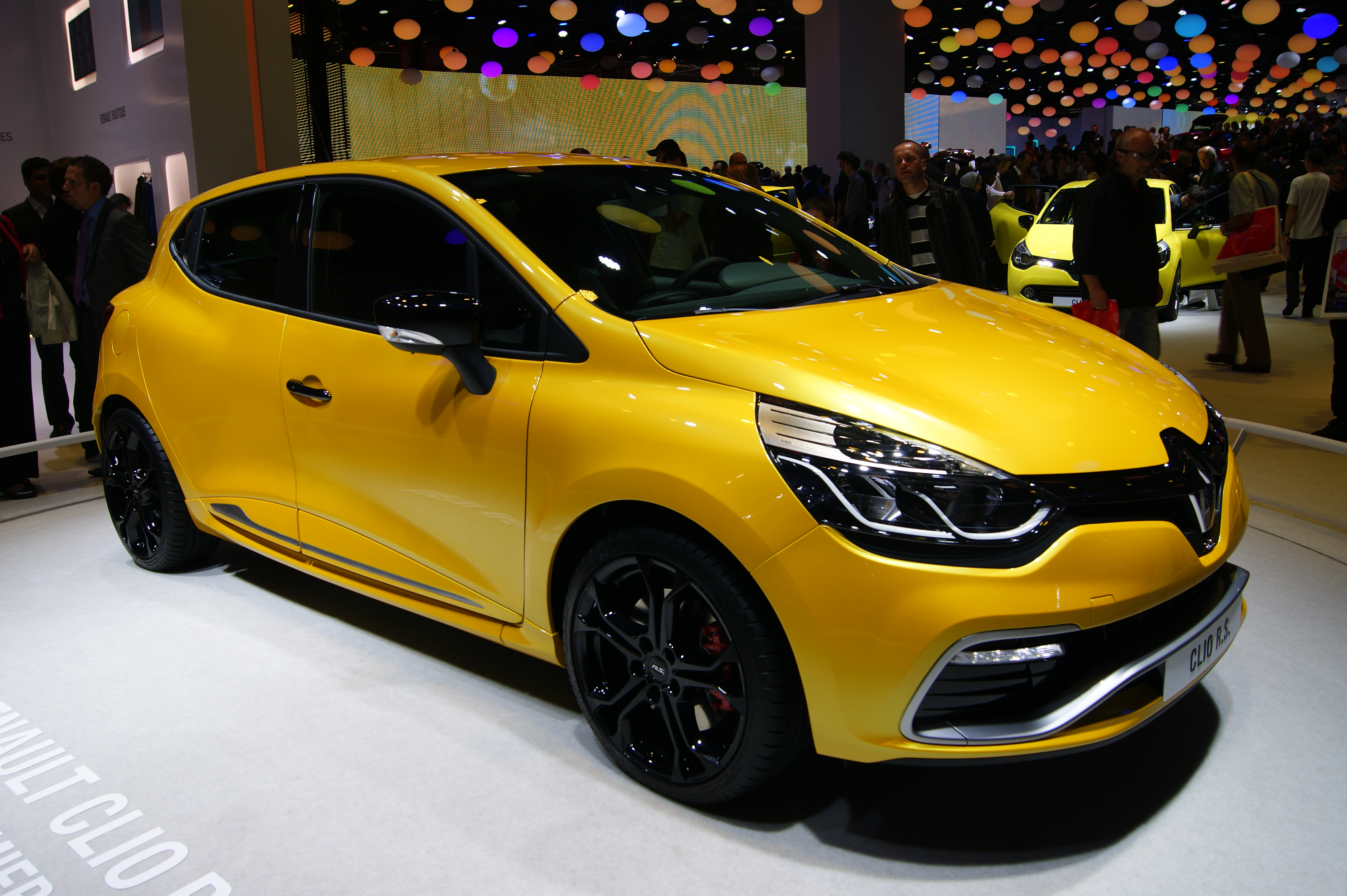
Renault Clio IV RS 200 EDC.

Pour faire face aux normes visant à réduire la pollution des véhicules automobiles à moteur thermique, les constructeurs automobiles ont proposé de réduire la consommation de carburant en diminuant la cylindrée du moteur tout en le suralimentant ou en utilisant des solutions techniques améliorées pour conserver le confort et la capacité à déplacer le poids du véhicule. Cela se fait par la greffe sur le moteur d'un turbocompresseur ou d'un compresseur.
La motorisation essence 1.4 TFSI commune du groupe Volkswagen (Škoda, Audi et Seat) utilise une double suralimentation avec comme avantage d'avoir du couple présent autant à bas régime (compresseur) qu'à haut régime (turbocompresseur). Cette motorisation, de 122 (turbo) à 180 ch (turbo et compresseur), remplace les blocs 1.6 FSI et 2.0 FSI avec une puissance supérieure et une consommation inférieure de 5 %. Ce moteur utilise en plus une méthode de désactivation des cylindres sur une plage de régime donnée lorsque le moteur est peu sollicité.
À son renouvellement de gamme en 2012, la Clio IV RS a bénéficié d'un moteur 1,6 L doté d'un turbo pour égaler les 200 ch du bloc 2.0 de la Clio III RS, réduisant ainsi l’encombrement et son poids.
Chez Ford, le moteur 3 cylindres 1,0 L développe 80 ch en version atmosphérique ; ses trois versions turbocompressées Ecoboost de 100 à 140 chevaux équipent des citadines (Fiesta), berlines (Mondéo), monospaces (C-Max), et une variante sportive de la Fiesta.
Fiat propose la gamme de moteur TwinAir, des bicylindres de 875 cm3 suralimentés, délivrant un maximum de 105 chevaux, en remplacement d'un bloc 4 cylindres de 1,4 L.
La Peugeot RCZ-R, munie d'un bloc 1.6 THP, délivre une puissance maximum de 270 ch. Ce bloc, partagé avec Mini, n'en délivre que 156 dans sa version de base.

## Limites
Une étude des consommations réelles de 500 véhicules a révélé que la consommation réelle moyenne des moteurs de cylindrée comprise entre 0 et 1 litre est supérieure à celle des moteurs de cylindrée comprise entre 1 et 3 litres. Il est mis en évidence que l'excès de consommation en conditions réelles par rapport au cycle homologué est considérablement plus grand pour les moteurs de petite cylindrée. Il est d'ailleurs logique que l’intérêt du downsizing dépend fortement du style de conduite[réf. nécessaire]. Les moteurs de petite cylindrée consomment moins uniquement en cas de conduite souple[réf. nécessaire]. Dès que le conducteur souhaite accélérer ou rouler à une vitesse élevée, le moteur doit monter haut dans les tours (ce qui cause des pertes thermiques). Un moteur plus grand pourrait tourner dans une plage plus efficace dans de telles conditions. Une alternative au downsizing est un moteur « normal » avec la possibilité d'éteindre un ou plusieurs cylindres en fonction des circonstances[source insuffisante].
En plus de ce constat mitigé quant à l'efficacité du downsizing sur l'abaissement des consommations de carburants, il apparaît que cette tendance peut également apporter des problèmes de fiabilité[réf. nécessaire]. À puissance égale, les contraintes physiques subies à l'intérieur du moteur sont logiquement plus importantes dans un moteur downsizé que dans un moteur atmosphérique. La pression générée par la combustion dans les cylindres doit être encaissée par des surfaces plus petites, donc la pression se fait plus forte sur les matériaux. De ce fait, la longévité des moteurs downsizés peut être remise en cause. De plus, cette technique étant relativement moderne, les moteurs downsizés sont très souvent accompagnés d'électronique sophistiquée, dont la fiabilité à long terme est remise en question[source insuffisante].
L'arrivée des nouvelles normes WLTP en 2018 a forcé les constructeurs à arrêter le mouvement downsizing en augmentant les cylindrées des moteurs plus récents.

## Alternative
La désactivation de certains cylindres sur les moteurs de forte cylindrée, à faible charge, permet des résultats similaires sans, pour autant, réduire le poids des éléments mobiles du moteur,.

## Dans le sport automobile

### En Formule 1
En 2006, les moteurs à architecture V10 ont perdu deux cylindres.
Le Championnat du monde de Formule 1 2014 a vu l'obligation pour les constructeurs de passer d'un moteur V8 2,4 L atmosphérique à une version à 6 cylindres Turbo Hybride de 1,6 L,, en plus de diverses restrictions techniques,.

### En rallye
En Championnat du monde des rallyes, le règlement pour le groupe A impose une cylindrée maximale de 2 à 1,6 L pour 300 ch pour la saison 2011, bridées à l'admission.